# 不遇職【鑑定士】が実は最強だった 〜奈落で鍛えた最強の【神眼】で無双する〜
『不遇職【鑑定士】が実は最強だった 〜奈落で鍛えた最強の【神眼】で無双する〜』（ふぐうしょく かんていし がじつはさいきょうだった ならくできたえたさいきょうの しんがん でむそうする）は、茨木野による日本のライトノベル。小説家になろうで2019年12月から2022年1月まで連載された。書籍版はKラノベブックス（講談社）から刊行されている。
メディアミックスとして、漫画版が『マガジンポケット』にて2020年7月から2025年4月9日まで連載された。テレビアニメが『不遇職【鑑定士】が実は最強だった』のタイトルで2025年1月から3月まで放送された。

## 登場人物
アイン
声 - 戸谷菊之介
主人公の鑑定士。
ユーリ
声 - 遠野ひかる
世界樹の精霊のひとり。
ウルスラ
声 - 鈴代紗弓
世界樹ユーリの守り手の大賢者。
ピナ
声 - 芹澤優
世界樹の精霊のひとり。
黒姫（くろひめ）
声 - 津田美波
世界樹ピナの守り手。
アリス
声 - 市ノ瀬加那
世界樹の精霊のひとり。
朱羽（あかはね）
声 - 愛美
世界樹アリスの守り手。
ジャスパー
声 - 大塚剛央
ギルド「銀鳳商会」のリーダーで凄腕商人。
ゾイド
声 - 浪川大輔
アインのパーティメンバーの剣士。
エキドナ
声 - 花澤香菜
世界樹の精霊のひとりのようだが…。

## 既刊一覧

### 小説
- 茨木野（著）・ひたきゆう（イラスト） 『不遇職【鑑定士】が実は最強だった 〜奈落で鍛えた最強の【神眼】で無双する〜』 講談社〈Kラノベブックス〉、既刊4巻（2025年2月28日現在）
  1. 2020年10月2日発売[6]、ISBN 978-4-06-520918-9
  2. 2022年5月2日発売[7]、ISBN 978-4-06-524580-4
  3. 2024年7月2日発売[8]、ISBN 978-4-06-536481-9
  4. 2025年2月28日発売[9]、ISBN 978-4-06-538966-9

### 漫画
- 藤モロホシ（漫画）・茨木野（原作）・ひたきゆう（キャラクター原案） 『不遇職【鑑定士】が実は最強だった 〜奈落で鍛えた最強の【神眼】で無双する〜』 講談社〈KCデラックス〉、全16巻
  1. 2020年11月9日発売[1][10]、ISBN 978-4-06-521572-2
  2. 2021年3月9日発売[11]、ISBN 978-4-06-522646-9
  3. 2021年7月9日発売[12]、ISBN 978-4-06-524038-0
  4. 2021年11月9日発売[13]、ISBN 978-4-06-525992-4
  5. 2022年3月9日発売[14]、ISBN 978-4-06-527277-0
  6. 2022年7月8日発売[15]、ISBN 978-4-06-528385-1
  7. 2022年11月9日発売[16]、ISBN 978-4-06-529640-0
  8. 2023年3月9日発売[17]、ISBN 978-4-06-530924-7
  9. 2023年7月7日発売[18]、ISBN 978-4-06-532177-5
  10. 2023年11月9日発売[19]、ISBN 978-4-06-533513-0
  11. 2024年3月8日発売[20]、ISBN 978-4-06-534874-1
  12. 2024年7月9日発売[21]、ISBN 978-4-06-536119-1
  13. 2024年11月8日発売[22]、ISBN 978-4-06-537420-7
  14. 2025年1月8日発売[23]、ISBN 978-4-06-538059-8
  15. 2025年3月7日発売[24]、ISBN 978-4-06-538717-7
  16. 2025年6月9日発売[25]、ISBN 978-4-06-539747-3

## テレビアニメ
2024年6月にテレビアニメ化が発表され、2025年1月から3月までTOKYO MXほかにて『不遇職【鑑定士】が実は最強だった』のタイトルで放送された。

### スタッフ
- 監督 - 大西健太[2]
- 副監督 - 佐々木達也[2]
- シリーズ構成 - 待田堂子[2]
- キャラクターデザイン - 﨑本さゆり[2]
- サブキャラクターデザイン - 戸沢東[2]
- プロップデザイン - 海原香[2]、戸沢東[2]
- 色彩設計 - 吉田隼人[2]
- 美術監督 - 根岸大輔[2]
- 美術設定 - 海津利子
- 撮影監督 - 岡村奈沙[2]
- 編集 - 本田優規
- 音響監督 - 中谷希美[2]
- 音響制作 - ビットグルーヴプロモーション[2]
- 音楽 - 宝野聡史[2]、中野香梨[2]
- 音楽制作 - AQUA ARIS
- 音楽プロデューサー - 北爪良明、大浜拓哉
- チーフプロデューサー - 工藤雅世、立花耕、黒須信彦、金子広孝
- プロデューサー - 本橋研一、寺尾友里、小笠原由記、東真央、藤本感人、中野ゆりか、西美砂子、橋本武志
- アニメーションプロデューサー - 山田由己
- アニメーション制作 - オクルトノボル[2]
- 製作 - 不遇職【鑑定士】が実は最強だった製作委員会（創通、講談社、ムービック、クランチロール、BS11、東京メトロポリタンテレビジョン、JR西日本コミュニケーションズ、エクサインターナショナル）

### 主題歌
「Crescendo」
ASTERISMによるオープニングテーマ。作詞はHAL-CA、作曲・編曲はASTERISM。
「ロックは死なない」
22/7によるエンディングテーマ。作詞は秋元康、作曲はKubotyとシライシ紗トリ、編曲はシライシ紗トリ。

### 各話リスト
| 話数 | サブタイトル       | 脚本     | 絵コンテ               | 演出                   | 作画監督 | 総作画監督        | 初放送日      |
| ---- | ------------------ | -------- | ---------------------- | ---------------------- | --- | ----------------- | ------------- |
| #1   | 鑑定士は不遇職     | 待田堂子 | 吉川博明               | 佐々木達也             | 沼沢有一郎 玉置典彦 知萌メディア セブンストーン                                                                                          | 﨑本さゆり        | 2025年 1月9日 |
| #2   | 精霊の目で超鑑定   | 待田堂子 | 吉川博明               | 野村優貴               | 玉置典彦 高野奈央 金承旭 淏明动画 無錫知萌メディア 上海勾線 七霊石                                                                       | 戸沢東            | 1月16日       |
| #3   | リベンジマッチ     | 冨永芳和 | 吉川博明               | 上野謙矢               | 七霊石 無錫知萌メディア 淏明动画 上海勾線 Studio EverGreen 沼沢有一郎                                                                    | 﨑本さゆり        | 1月23日       |
| #4   | 姉妹を探して       | 待田堂子 | 佐々木達也             | 佐々木達也             | 沼沢有一郎 七霊石 無錫知萌メディア | 﨑本さゆり        | 1月30日       |
| #5   | ベヒーモス討伐依頼 | 冨永芳和 | 吉川博明               | 清田健                 | 沼沢有一郎 垣内彩子 奶龙 無錫知萌メディア 淏明动画 無錫極速蝸牛動畫 上海勾線                                                             | 﨑本さゆり 戸沢東 | 2月6日        |
| #6   | VS.ゾイド          | 待田堂子 | 西畑佑紀               | 西畑佑紀               | 沼沢有一郎 斎藤魁 七霊石 無錫知萌メディア 寧波麦冬動画 大西健太                                                                          | 﨑本さゆり 戸沢東 | 2月13日       |
| #7   | 禁書庫の少女       | 冨永芳和 | ジャレット・マーティン | ジャレット・マーティン | 隣アニメーション 無錫知萌メディア 七霊石                                                                                                 | 﨑本さゆり 戸沢東 | 2月20日       |
| #8   | ニグンの陰         | 待田堂子 | 吉川博明               | 佐々木達也             | 沼沢有一郎 無錫知萌メディア 淏明动画 無錫極速蝸牛動畫 寧波麦冬動画                                                                       | 﨑本さゆり 戸沢東 | 2月27日       |
| #9   | 決起               | 待田堂子 | ジャレット・マーティン | ジャレット・マーティン | 斎藤魁 七霊石 無錫知萌メディア 拾月動画 Tiphanie Erickson Phone Dominique Santos Resuello Ahnna Adair Animatix Arnard PNak I'MPAI Saijin | 﨑本さゆり        | 3月6日        |
| #10  | ニグンの闇         | 冨永芳和 | 西畑佑紀               | 西畑佑紀               | 無錫知萌メディア 七霊石 淏明动画 上海勾線                                                                                                | 﨑本さゆり        | 3月13日       |
| #11  | 魔族イオアナ       | 待田堂子 | ジャレット・マーティン | 大西健太               | 無錫知萌メディア 淏明动画 七霊石 大西健太                                                                                                | 﨑本さゆり        | 3月20日       |
| #12  | 幸せよ、永遠に     | 待田堂子 | 吉川博明               | 佐々木達也             | 斎藤魁 垣内彩子 七霊石 無錫知萌メディア Cyrus Rebello Eduardo Moniz Julia Li Merthinus D. van Rooyen Matthew Mai Ujin                    | 﨑本さゆり        | 3月27日       |

### 放送局
| 放送期間                | 放送時間                     | 放送局       | 対象地域 | 備考                                 |
| ----------------------- | ---------------------------- | ------------ | -------- | ------------------------------------ |
| 2025年1月9日 - 3月27日  | 木曜 23:30 - 金曜 0:00       | TOKYO MX     | 東京都   | 製作参加                             |
|                         |                              | BS11         | 日本全域 | 製作参加 / BS放送 / 『ANIME+』枠     |
| 2025年1月10日 - 3月28日 | 金曜 21:00 - 21:30           | AT-X         | 日本全域 | CS放送 / 字幕放送 / リピート放送あり |
| 2025年1月11日 - 3月29日 | 土曜 1:43 - 2:13（金曜深夜） | テレビ北海道 | 北海道   |                                      |

| 配信開始日    | 配信時間                   | 配信サイト                                                                                          | 備考                      |
| ------------- | -------------------------- | --------------------------------------------------------------------------------------------------- | ------------------------- |
| 2025年1月9日  | 木曜 23:30 - 金曜 0:00     | ABEMA                                                                                               | 地上波同時 見放題独占配信 |
| 2025年1月16日 | 木曜 23:30 更新            | Prime Video dアニメストア Lemino DMM TV バンダイチャンネル Hulu ビデオマーケット カンテレドーガ FOD |                           |
| 2025年1月17日 | 金曜 0:00（木曜深夜） 更新 | J:COM STREAM milplus TELASA （レンタル）                                                            |                           |
| 未発表        | 未発表                     | YouTube （レンタル） HAPPY!動画 music.jp                                                            |                           |

### BD
| 巻  | 発売日        | 収録話         | 規格品番   |
| --- | ------------- | -------------- | ---------- |
| BOX | 2025年6月11日 | 第1話 - 第12話 | BSTD-21012 |